# Hans Goedicke
Hans Goedicke (Viena, 7 de agosto de 1926 - Towson (Maryland), 24 de febrero de 2015) fue un egiptólogo, profesor universitario y arqueólogo austríaco. Pasó por diversas universidades, como la Universidad de Brown, en Estados Unidos, o la de Göttingen, Alemania, hasta llegar a la Universidad Johns Hopkins. Allí desarrollaría la mayor parte de su carrera, centrada principalmente en el análisis de textos literarios, históricos o legales del Antiguo Egipto.
También estuvo interesado en el Antiguo Testamento, y trató de hallar vínculos entre su narrativa y la historia del pueblo judío con la historia de Egipto.  En ese ámbito es conocido por su interpretación de la Estela de Merenptah, y su conexión con la el libro del Éxodo.  En el campo de la arqueología, dirigió excavaciones cerca de las pirámides de Giza entre 1972 y 1974. También condujo dos campañas epigráficas en Asuán, Gharb Aswan y Gebel Tinwan entre 1964 y 1967.